# Banco Internacional do Funchal
O Banco Internacional do Funchal, S.A. (Banif) foi um banco privado português fundado por Horácio Roque em 1988 e extinto em 2015.

## História
A origem do Banif - Grupo Financeiro remonta a 15 de Janeiro de 1988, dia da constituição e em que foi fundado o Banif – Banco Internacional do Funchal, que lhe deu origem, o qual integrou todo o activo e passivo da extinta Caixa Económica do Funchal, uma pequena instituição financeira de âmbito regional madeirense em dificuldades. Foi um projecto de um grupo de investidores privados, de entre os quais se destacou Horácio da Silva Roque.
O Banif investiu na criação de uma rede de agências em Portugal Continental para desenvolvimento do negócio bancário e lançou parcerias estratégicas em outros domínios da indústria financeira. É assim que, em conjunto com outras duas instituições de crédito União de Bancos Portugueses e Banco Bilbao Vizcaya, constitui a Ascor Dealer (dedicada ao negócio de corretagem), a Mundicre e a Mundileasing (dedicadas ao crédito e ao leasing, respectivamente), estas em parceria com o Banco Bilbao Vizcaya e o Crédito Predial Português.
Em 1996, o Grupo compra o Banco Comercial dos Açores, que detinha 100% do capital da Companhia de Seguros Açoreana. A liderança de mercado nas regiões autónomas portuguesas Açores e Madeira.
Em 1999 adquiriu uma posição estratégica no Banif Primus, banco de investimento no mercado brasileiro, dando-se assim o primeiro passo na internacionalização.
Em 2000 o Banif – Grupo Financeiro constitui o Banif – Banco de Investimento, que completou a proposta de valor para o mercado financeiro, contribuinte para a internacionalização do Grupo.
No terceiro trimestre de 2009, o Banif incorporou as sociedades que constituíam o Grupo Tecnicrédito, entre elas o Banco Mais, S.A., instituição bancária com actividade em Portugal, Espanha, Eslováquia e Polónia, e o Bank Plus, Zrt., com sede em Budapeste e actividade na Hungria. No último trimestre de 2009, foi também concluído o acordo tendente à compra das seguradoras Global – Companhia de Seguros, S.A. e Global Vida – Companhia de Seguros de Vida, S.A, que colocou o grupo entre os cinco maiores players no sector segurador em Portugal e entre os três maiores nos ramos Não Vida.
Na sua fase final, era o maior grupo financeiro de capitais exclusivamente portugueses, com presença em 17 países (Portugal, Espanha, Grã-Bretanha e Irlanda do Norte, Polónia, Eslováquia, Hungria, Hong Kong, Malta, África do Sul, Cabo Verde, Brasil, Estados Unidos da América, Canadá, Venezuela, Argentina, Bahamas, Ilhas Cayman) com mais de um milhão de clientes, com 700 pontos de venda e cerca de 6.000 colaboradores.
Como grupo financeiro, detém uma oferta de produtos e serviços financeiros para empresas e particulares. A estrutura organizacional de suporte assenta na existência de uma holding geral, a BANIF SGPS, SA, que organiza as suas quatro sub-holdings por diferentes segmentos de negócio: 
- Banif – Banca Comercial
- Açoreana - Seguros
- Banif Mais – Crédito Especializado
- Banif Investment Bank - Banca de Investimento

Enquanto líderes de mercado das regiões autónomas da Madeira e dos Açores, e também como grupo financeiro com uma área internacional cuja actividade é estratégica para alavancar o seu desenvolvimento orgânico, foi criada uma rede de mais de 50 sociedades de serviços financeiros e um conjunto de escritórios de representação.

## Banif Mais
O Banif Mais é uma instituição de crédito integrada no Banif – Grupo Financeiro. No final da década de 80, a Auto Industrial - empresa líder do retalho automóvel em Portugal - passa a dirigir maior atenção ao negócio financeiro induzido pela sua actividade comercial. Na sequência das diligências efectuadas para controlar e desenvolver essa área de negócio surge a ideia de alargá-la ao financiamento de automóveis cuja venda não fosse promovida pelas empresas do grupo. Foi na Tecnicar Automóveis, S.A., que então sob a forma de vendas a prestações se iniciou em Setembro de 1987 a actividade financeira que actualmente se prossegue.
Por exigências legais a Tecnicar Automóveis, S.A. transforma-se em 1990 numa Sociedade Financeira de Aquisições a Crédito (SFAC), tendo então adoptado a designação de Tecnicrédito - Financiamento de Aquisições a Crédito, S.A.. Coincidiu essa mudança de estatuto com a tomada de 50% do capital da empresa por parte do grupo Banco Português do Atlântico, nesse tempo o maior grupo financeiro português de capitais privados.
Em Dezembro de 1996, e após a sua aquisição pelo Banco Comercial Português, o Banco Português do Atlântico vendeu à Auto Industrial a participação que detinha na Tecnicrédito. Foi então criada, já no início de 1997, a Tecnicrédito SGPS, S.A. que passa a deter 100% do Capital Social da Tecnicrédito SFAC e que, por sua vez, passa a ser detida, directa ou indirectamente, a 85% pelo Grupo Auto Industrial, ficando os restantes 15% na posse de administradores da instituição. Nesse mesmo ano de 1997 foi decidido dar o primeiro passo no sentido da internacionalização, através da constituição de uma instituição de crédito na Hungria. No ano, o Banco de Portugal aprovou a transformação da Tecnicrédito SFAC em Banco Mais podendo a instituição começar o seu processo de internacionalização e a aposta no financiamento de viaturas novas (Crédito e ALD e Leasing).
Dado seguimento à estratégia de internacionalização iniciada em 1998, e perante a presença do Banco na Hungria, em 2001 foi solicitado e autorizado pelo Banco de Portugal a abertura de uma sucursal do Banco Mais em Espanha.
Nos anos mais recentes o Banco Mais tem seguido uma estratégia assente em 5 vectores fundamentais: obter elevados níveis de rendibilidade e eficiência, ser líder de mercado no financiamento automóvel em Portugal, ter uma oferta abrangente no financiamento a particulares, ter uma forte presença em todos os mercados em que esteja presente e ter uma presença internacional alargada.
No que se refere ao desenvolvimento de novas áreas de negócio refira-se em primeiro lugar o facto da actividade de Crédito Pessoal representar hoje em Portugal mais de 10% do volume de operações da empresa, tendo já sido também estendida à Hungria.
Já no final de 2005, o Banco Mais iniciou uma nova operação na Eslováquia tendo ainda iniciado o processo de entrada na Polónia.
Em Setembro de 2009 o Banco Mais foi integrado no Banif – Grupo Financeiro. Com esta operação o Grupo Tecnicrédito SGPS passa a ser detido a 100% pela Banif SGPS, SA. Desta integração resulta uma mudança de marca de Banco Mais para Banif Mais.

## Banif Investment Bank
A actividade de banca de investimento do Banif - Grupo Financeiro é conduzida pelo Banif Banco de Investimento, constituído em 15 de Dezembro de 2000, que desenvolve a sua actuação em três áreas estratégicas de negócio: Capital Markets, Investment Management e Advisory Services and Banking.

## Aquisição pelo Estado Português
Desde 2012, o Estado detém 60% do capital do Banif. Nessa altura, o governo injetou 700 milhões de euros no banco, que têm de ser devolvidos até março de 2017. Além deste valor, o Banif recebeu 400 milhões em CoCos (dívida convertível em ações), de que já devolveu 275 milhões. Os restantes 125 milhões deviam ter sido pagos até 2014, mas isso não aconteceu, tendo a instituição ficado cada vez mais fragilizada.

## Resolução e venda ao Santander Totta
Em 13 de dezembro de 2015, foi notícia da TVI que o Banif iria ser alvo de uma intervenção pública. Na segunda-feira seguinte houve uma corrida ao banco, e foram levantados 960 milhões euros, o equivalente a 16% dos depósitos. A notícia da TVI foi "catastrófica" para o Banif e contribuiu para o seu fim.
Em Dezembro de 2015, o Banif foi alvo de um processo de resolução. No âmbito deste processo, os activos considerados de boa qualidade foram vendidos ao Banco Santander Totta, uma afiliação do Grupo Santander em Portugal por 150 milhões de euros. O negócio envolveu um total de 2,25 mil milhões de euros em apoios públicos, 1,766 mil milhões cobertos diretamente pelo Estado.